# Williams FW05
Chronologie des modèles (1976)
Williams FW04 Williams FW06
La Williams FW05, également appelée Wolf-Williams FW05, est une monoplace de Formule 1 engagée par l'écurie britannique Williams F1 Team dans le cadre du championnat du monde de Formule 1 1976. Elle est successivement pilotée par le Belge Jacky Ickx, le Danois Tom Belsø, l'Italien Arturo Merzario, le Français Michel Leclère, le Néo-Zélandais Chris Amon, l'Australien Warwick Brown, l'Autrichien Hans Binder et le Japonais Masami Kuwashima.
La FW05, mue par un moteur V8 Ford-Cosworth DFV, est en réalité une Hesketh 308C rachetée par Walter Wolf, et dont les suspensions ont été modifiées.

## Résultats en championnat du monde de Formule 1

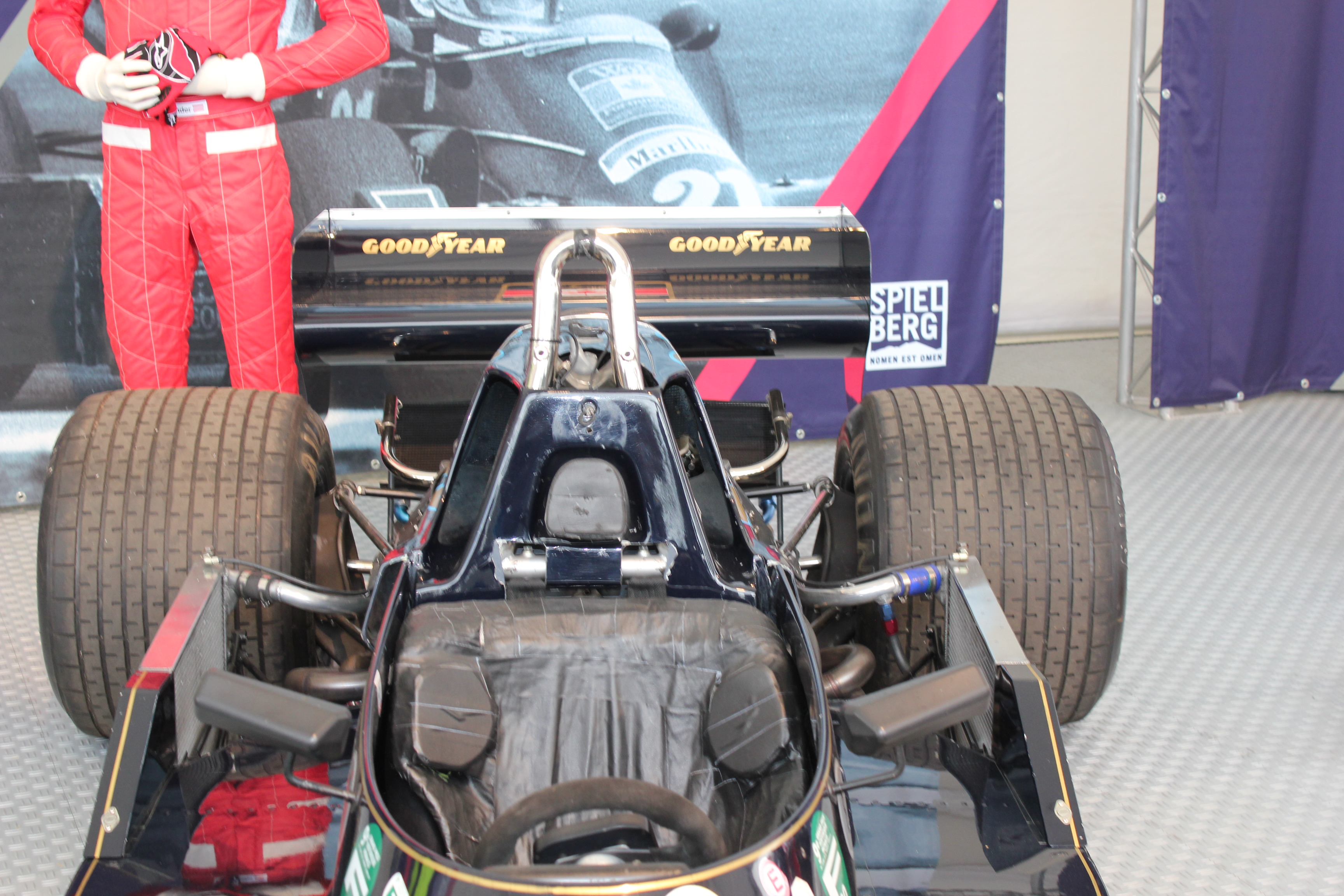
Le cockpit de la Williams FW05.

| Saison | Écurie                                        | Moteur               | Pneus    | Pilotes          | Courses | Courses | Courses | Courses | Courses | Courses | Courses | Courses | Courses | Courses | Courses | Courses | Courses | Courses | Courses | Courses | Points inscrits | Classement |
| Saison | Écurie                                        | Moteur               | Pneus    | Pilotes          | 1       | 2       | 3       | 4       | 5       | 6       | 7       | 8       | 9       | 10      | 11      | 12      | 13      | 14      | 15      | 16      | Points inscrits | Classement |
| ------ | --------------------------------------------- | -------------------- | -------- | ---------------- | ------- | ------- | ------- | ------- | ------- | ------- | ------- | ------- | ------- | ------- | ------- | ------- | ------- | ------- | ------- | ------- | --------------- | ---------- |
| 1976   | Frank Williams Racing Cars Walter Wolf Racing | Ford-Cosworth DFV V8 | Goodyear |                  | BRÉ     | AFS     | USO     | ESP     | BEL     | MON     | SUÈ     | FRA     | GBR     | ALL     | AUT     | P-B     | ITA     | CAN     | USE     | JAP     | 0               | 15e        |
| 1976   | Frank Williams Racing Cars Walter Wolf Racing | Ford-Cosworth DFV V8 | Goodyear | Jacky Ickx       | 8e      | 16e     | Nq      | 7e      | Nq      | Nq      |         | 10e     | Nq      |         |         |         |         |         |         |         | 0               | 15e        |
| 1976   | Frank Williams Racing Cars Walter Wolf Racing | Ford-Cosworth DFV V8 | Goodyear | Michel Leclère   |         | 13e     | Nq      | 10e     | 11e     | 11e     | Abd.    | 13e     |         |         |         |         |         |         |         |         | 0               | 15e        |
| 1976   | Frank Williams Racing Cars Walter Wolf Racing | Ford-Cosworth DFV V8 | Goodyear | Arturo Merzario  |         |         |         |         |         |         |         |         |         | Abd.    | Abd.    | Abd.    | Np.     | Abd.    | Abd.    | Abd.    | 0               | 15e        |
| 1976   | Frank Williams Racing Cars Walter Wolf Racing | Ford-Cosworth DFV V8 | Goodyear | Chris Amon       |         |         |         |         |         |         |         |         |         |         |         |         |         | Np.     |         |         | 0               | 15e        |
| 1976   | Frank Williams Racing Cars Walter Wolf Racing | Ford-Cosworth DFV V8 | Goodyear | Warwick Brown    |         |         |         |         |         |         |         |         |         |         |         |         |         |         | 14e     |         | 0               | 15e        |
| 1976   | Frank Williams Racing Cars Walter Wolf Racing | Ford-Cosworth DFV V8 | Goodyear | Hans Binder      |         |         |         |         |         |         |         |         |         |         |         |         |         |         |         | Abd.    | 0               | 15e        |
| 1976   | Frank Williams Racing Cars Walter Wolf Racing | Ford-Cosworth DFV V8 | Goodyear | Masami Kuwashima |         |         |         |         |         |         |         |         |         |         |         |         |         |         |         | Np.     | 0               | 15e        |